# ワイズギア
株式会社ワイズギア（英:  Y'SGEAR CO.,LTD.）は、ヤマハ発動機株式会社の純正アクセサリー専門の子会社（モーターサイクル、マリンレジャー用品の販売）である。本社は静岡県浜松市中央区。
輸出車や現地生産車の現地純正オプション部品や国内モデルの純正オプション部品を製造販売している。元々は、ヤマハ発動機の部品事業部門が独立して設立された。他に扱う商品群は、ヘルメットや電動補助自転車や電動補助車椅子の部品供給をしている。アパレル、各種油脂類や一般工具類、ヤマハ車ベースのサイドカーも扱っている。